# الدوري الإسباني الدرجة الثانية 1949–50
دوري الدرجة الثانية الإسباني 1949–50 (بالإسبانية: Segunda División de España 1949-50)‏ هو موسم من دوري الدرجة الثانية الإسباني. فاز فيه نادي ألكويانو.